# Ladja z vetrnico
Ladja z vetrnico, (ang. windmill ship) je način pogona ladje z uporabo vetrne turbine, ki potem žene konvencionalni propeler. Propeler je lahko mehansko povezan z vetrnico ali pa preko električnega generatorja in motorja. V slednjem primeru lahko generator polni baterije, ki potem zagotavljajo moč v primeru, da ni vetra - za te ladje se uporablja oznaka hibridne.
Prednost ladij z vetrnimi turbinami je, da lahko turbina rotira 360° in tako uporablja veter iz katerekoli smeri. V bistvu turbine dosežejo največjo moč, če ladja pluje direktno proti vetru. Vendar je kljub temu za plovbo proti vetru potrebna večja moč, zato je energetsko bolj učinkovito, če plujejo v smeri vetra (z vetrom v hrbet). Konvencionalna jadra ne omogočajo plovbe direktno v veter, ampak zgolj plovbo pod kotom proti vetru.
Ladje z vetrnicami imajo čim bolj hidrodinamični trup, ali več trupov kot npr. katamaran. Trenutno še vedno potekajo raziskave, katere vrste vetrnic je najbolj efektivno uporabljati. Z uporabo vetrnic s horizontalno osjo vrtenja, kot velika večina turbin za proizvodnjo elektrike, naj bi se zmanjšala stabilnost ladje. Zato so v nekaterih primerih bolj zaželene vetrnice z vertikalno osjo vrtenja - (VAWT)kot npr. Savonijeva turbina. Teh vetrnic ni treba usmerjati v veter.
Vetrnice na ladjah morajo biti precej bolj trdno grajene in odporne kot kopenske vetrne turbine.

## Ladje z vetrnimi turbinami
Vsega skupaj je bilo zgrajeno zelo malo ladij:
- Jim Bates-ova Te whaka
- Lindsay Olen-ova Thrippence
- Peter Worsley-ejev čoln
- Jim Wilkinson's Revelation 2[8]

Podoben koncept so ladje z rotorji, ki uporabljajo Magnusov efekt za pogon, pri njih rotor ni povezan s propelerjem.